# (35940) 1999 JE128
1999 JE128 (asteroide 35940) é um asteroide da cintura principal. Possui uma excentricidade de 0.06083080 e uma inclinação de 2.06090º.
Este asteroide foi descoberto no dia 10 de maio de 1999 por LINEAR em Socorro.